# Helene Künne
Helene Künne (* 1891 in Bündheim; † Dezember 1973) war eine deutsche Verbandsfunktionärin.
Künne war von 1948 bis Mitte der 1960er Vorsitzende des Landfrauenverbands Niedersachsen. 1954 gründete sie den Landfrauenverein in Semmenstedt, 1959 das Haus der Landfrau und der Landjugend in Goslar, das seither als Erholungs- und Tagungszentrum dient.

## Ehrungen
- 1961: Niedersächsische Landesmedaille
- Benennung der Helene-Künne-Allee in Braunschweig

| Personendaten    | Personendaten                 |
| ---------------- | ----------------------------- |
| NAME             | Künne, Helene                 |
| KURZBESCHREIBUNG | deutsche Verbandsfunktionärin |
| GEBURTSDATUM     | 1891                          |
| GEBURTSORT       | Bündheim                      |
| STERBEDATUM      | Dezember 1973                 |